# 540 Rosamunde
540 Rosamunde је астероид главног астероидног појаса са пречником од приближно 19,02 km.
Афел астероида је на удаљености од 2,417 астрономских јединица (АЈ) од Сунца, а перихел на 2,020 АЈ.
Ексцентрицитет орбите износи 0,089, инклинација (нагиб) орбите у односу на раван еклиптике 5,576 степени, а орбитални период износи 1207,108 дана (3,304 године).
Апсолутна магнитуда астероида је 10,76 а геометријски албедо 0,242.
Астероид је откривен 3. августа 1904. године.